# Esposizioni del Regno d'Italia napoleonico
Le esposizioni del Regno d'Italia si sono svolte durante il dominio di Napoleone Bonaparte in Italia e sono le prime esposizioni registrate su suolo italiano.
Le esposizioni industriali in Italia durante l'età napoleonica rappresentarono un’importante occasione per promuovere le arti e i mestieri locali, incentivando l'innovazione e l'eccellenza nel campo delle belle arti e dell'industria. In particolare, gli eventi milanesi consolidarono l’importanza della città come centro culturale e industriale del Regno italico.

## Lista delle esposizioni

### Esposizioni torinesi

#### Torino 1805
La prima esposizione italiana venne organizzata a Torino nell'aprile del 1805, in occasione del passaggio di Napoleone diretto a Milano per l’incoronazione. La Camera di commercio torinese, con una preparazione frettolosa, allestì l’evento presso la Corte d’Appello, con la partecipazione di 80 artefici e 33 artisti. Le sezioni espositive si suddividevano in:
- Belle arti, con categorie di pittura, scultura, modelli, incisione, disegno e architettura.
- Belle arti, manifatture e mestieri, aperta a poche imprese private e a manifatture pubbliche legate a istituti assistenziali o correzionali.
- Sezione miscellanea, che raccoglieva oggetti di vario genere.

#### Torino 1811
Negli anni successivi, Torino ospitò altre due esposizioni, rispettivamente nel 1811 e 1812. La prima si tenne nel palazzo dell’Accademia delle scienze, dove, a causa dello spazio limitato, oggetti d’industria e opere d’arte vennero esposti insieme. 

#### Torino 1812
La seconda esposizione mise in evidenza opere artistiche rispetto ai prodotti industriali e naturali, mostrando una predominanza di dipinti, disegni e sculture.

### Esposizioni milanesi (1805-1814)
Le esposizioni annuali d’arti e mestieri di Milano furono le più rilevanti in età napoleonica. Istituzionalizzate nel 1805, vennero organizzate a partire dal 1806 e si tennero nel palazzo di Brera. La prima esposizione, inaugurata il 26 maggio 1805 per l'incoronazione di Napoleone, riscosse un ampio consenso, con la partecipazione di 115 artefici e 70 artisti. Le esposizioni milanesi si distinguevano per l’ampio spazio dedicato alle attività produttive. Ogni anno, il 15 agosto, giorno del genetliaco dell’imperatore, venivano aperte al pubblico con intenti celebrativi. La selezione e il giudizio delle opere esposte erano affidati a una commissione composta da membri dell’Istituto nazionale, l’accademia scientifica del Regno italico, che premiava i partecipanti con medaglie d'oro, d'argento e menzioni onorevoli. I partecipanti dovevano presentare la propria candidatura al prefetto del dipartimento di appartenenza, corredata di una memoria illustrativa e di eventuali disegni. Una commissione dipartimentale valutava le domande e le trasmetteva al ministero dell'Interno, dove una commissione centrale giudicava le invenzioni e i miglioramenti meritevoli di premiazione.